# Villa Belvedere (Mirano)
Villa Bollani, Molin Memmo, Erizzo detta "Belvedere" è una villa veneta di Mirano, in provincia di Venezia.
Rappresenta uno dei più importanti esempi di integrazione tra architettura e natura costruita. Attualmente è proprietà del Comune di Mirano che ha insediato nella casa padronale alcuni uffici pubblici e nelle scuderie un teatro. Il parco, unito a quello della limitrofa villa Morosini, è divenuto un giardino pubblico.

## Storia
Fu costruita dai Bollani nel Cinquecento ed è per questo una delle più antiche residenze padronali di Mirano. La scelta del luogo non fu casuale: la villa era prima di tutto un'azienda agricola che gestiva, fra l'altro, alcuni mulini localizzati lungo i vari corsi d'acqua della zona, come il Muson. Una mappa del 1619 ne delinea l'aspetto originario, costituito dalla casa domenicale e da un annesso.
Successivamente passò ai Molin e a Lucrezia Molin Memmo si deve l'importante restauro che ha conferito al palazzo le linee attuali. Pervenuta agli Erizzo, nel 1824 venne ereditata da Vincenzo Paolo Barzizza il quale costruì le scuderie e altri annessi (su progetto di Francesco Lazzari) e, soprattutto, risistemò il parco.
Morto senza eredi, al Barzizza successe la famiglia del suo amministratore, i Testa. Negli anni 1950 la villa divenne sede di una segheria, il che provocò gravi danni al complesso: la barchessa fu convertita in deposito di legnami, mentre il laghetto a sud fu adibito ad allevamento di nutrie.
Nel 1969, in seguito al fallimento della segheria, villa Belvedere fu acquisita dal Comune di Mirano. Coadiuvato dalla Soprintendenza dei Beni Architettonici ed Ambientali del Veneto orientale, l'ente ha riportato il complesso al suo antico splendore.

## Descrizione

### Edifici
La casa padronale è a pianta rettangolare e si sviluppa su tre livelli. Si organizza su cinque assi di cui quello centrale è quello di simmetria.
Il fronte principale si rivolge a sud specchiandosi sull'antistante laghetto. Ha linee sobrie ma eleganti, in particolare a livello della trifora aperta al centro del piano nobile per illuminare il salone. A questa corrispondono al piano terra tre aperture rettangolari incorniciate a bugnato. Le stesse linee si ripetono nelle altre facciate.
Gli ambienti interni si dispongono, come in altre ville venete, attorno al salone passante. Di recente è stato rinvenuto un ciclo di affreschi settecenteschi in una stanza del piano terra.
Le scuderie, come già detto, sono più tarde rispetto alla casa padronale. Si trovano sul lato destro di quest'ultima e presenta un portico con colonne in finto bugnato.

### Parco
L'elemento più affascinante di villa Belvedere è indubbiamente il parco, realizzato nell'Ottocento dall'allora proprietario Barzizza secondo le tendenze romantiche dell'epoca (progettista potrebbe esserne stato Giuseppe Jappelli). Lo spazio è stato concepito proprio per poter sorprendere e meravigliare il visitatore.
Il giardino è costituito da diverse zone: aree boscose si alternano a prati e radure, solcate da rivoli e da viali alberati.
Con il materiale di riporto ottenuto dall'escavo del laghetto è stata realizzata la collina del Belvedere, simbolo dell'intero complesso. Sulla cima della montagnola, accessibile attraverso a una scalinata a due rampe, si erge una torretta in stile neogotico, alla quale fa da sfondo una serie di finte rovine. La costruzione vuole ricordare l'antico castello di Mirano, innalzato nel medioevo durante la dominazione padovana e oggi completamente scomparso.
Nel parco sono nascoste anche alcune grotte artificiali da cui si diparte una rete di passaggi sotterranei lunga 250 metri. Secondo una diceria, essa faceva parte di una rete più ampia di cunicoli che collegavano fra loro i castelli di Noale, Stigliano, Salzano e Castelliviero. 
Invero, tutto l'ambiente è ricco di simbolismi e aspetti misteriosi che indicherebbero un legame fra Barzizza e la massoneria; la sala sotterranea del castello, per esempio, ha l'aspetto di una prigione con catene e ceppi e potrebbe essere legata ai riti di iniziazione degli adepti.